# Heroldsbach
Heroldsbach ist eine Gemeinde im Landkreis Forchheim (Regierungsbezirk Oberfranken).

## Geografie

### Geografische Lage
Die Gemeinde liegt im Hirtenbachtal, etwa fünf Kilometer Luftlinie südwestlich von Forchheim. Heroldsbach wird vom Hirtenbach durchflossen, der zu mehreren Fischteichen aufgestaut wird. In der östlichen Nachbargemeinde Hausen, etwa 3,2 km von Heroldsbach entfernt, mündet der Hirtenbach in die Regnitz.

### Nachbargemeinden
Nachbargemeinden sind (von Norden beginnend im Uhrzeigersinn) Hallerndorf, Hausen, Hemhofen, Adelsdorf.

### Gemeindegliederung
Die Gemeinde Heroldsbach hat 5 amtlich benannte Gemeindeteile (in Klammern ist der Siedlungstyp angegeben):
- Heroldsbach (Pfarrdorf)
- Oesdorf (Kirchdorf)
- Poppendorf (Dorf)
- Thurn (Dorf)

Es gibt die Gemarkungen Heroldsbach, Oesdorf, Thurn und Untere Mark (nur Gemarkungsteil 3).

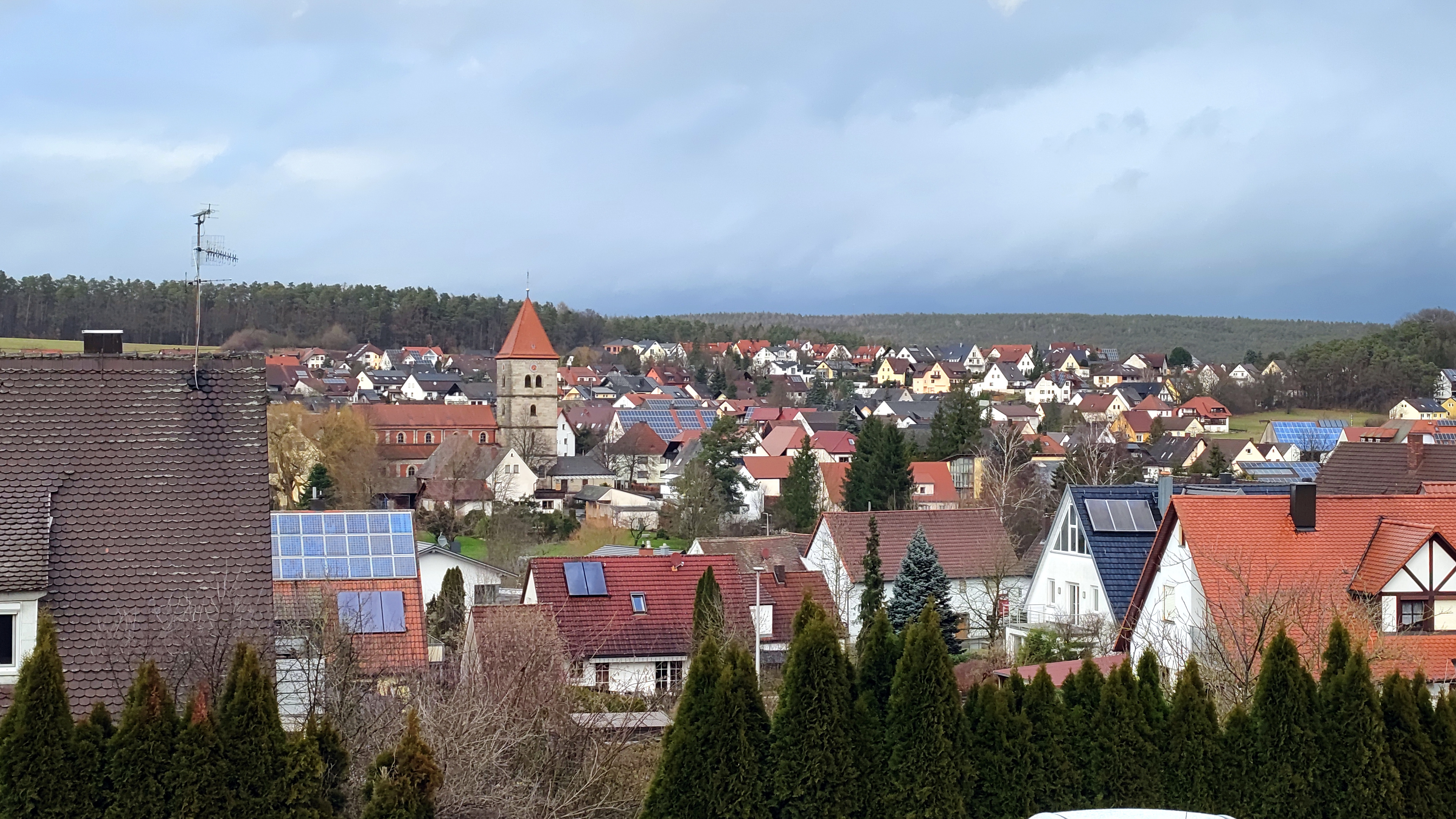
Ortsansicht von Heroldsbach

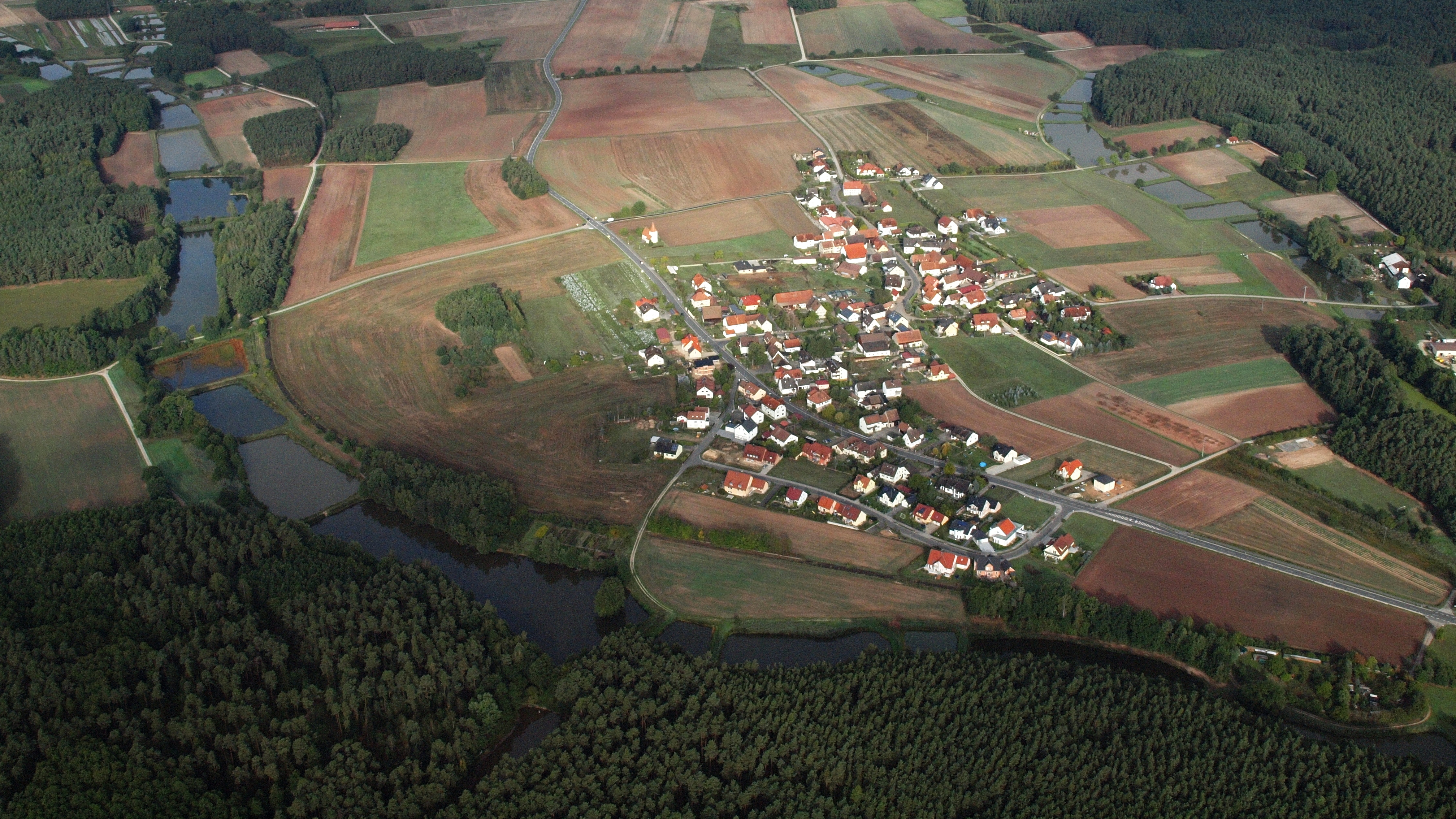
Poppendorf, Luftaufnahme (2015)

## Geschichte
Die Geschichte aller Gemeindeteile Heroldsbachs ist eng mit der des ehemaligen Königshofs in Forchheim, der etwa um das Jahr 750 errichtet wurde, verbunden. 1007 wurde Heroldsbach als „Herigoldesbach“ (am Bach des Herigoldes) erstmals urkundlich genannt. Der Ort gehörte zum Königshof und wurde von König Heinrich II. zusammen mit 14 weiteren Siedlungen dem neu gegründeten Bistum Bamberg geschenkt. Von 1478 bis 1849 besaßen die Freiherren von Löffelholz das Heroldsbacher Schloss, ein früheres Forsthaus. Mit dem Reichsdeputationshauptschluss von 1803 kam der Ort zu Bayern. 1923 wurde die schon von 1405 bis 1610 existierende Pfarrei Heroldsbach wieder gegründet. Die Gemeinde Heroldsbach wurde am 1. April 1971 durch freiwilligen Zusammenschluss der Gemeinden Heroldsbach und Thurn vergrößert. Oesdorf kam am 1. Mai 1971 hinzu. Eine Marienerscheinungsstätte mit Gnadenkapelle in Thurn wurde 1998 eingeweiht.
Ein wirtschaftlicher Faktor war vor allem die Teichwirtschaft. Auf einer Karte aus dem Jahr 1825 sind über 150 Teiche zu erkennen. Davon werden noch rund hundert bewirtschaftet, auch wenn deren Größe häufig etwas geschrumpft ist.
Überregional bekannt wurde Heroldsbach vom 18. bis ins späte 20. Jahrhundert für seine „Krenweiber“ (Meerrettich-Frauen), die in alter Tracht und mit großen Huckelkörben durch ganz Bayern zogen und Gewürze und Tee verkauften.

## Politik

### Gemeinderat
Der Gemeinderat hat 20 Mitglieder (bis 2014 noch 16) zuzüglich des Bürgermeisters.
|      | CSU | SPD | Freie Wähler Heroldsbach-Thurn | Freie Wähler Oesdorf | Junge Bürger | Freie Wähler Poppendorf | Frauenforum Heroldsbach | Unabhängige Bürger | Sitze Gesamt |
| 2020 | 5   | 3   | 3                              | 3                    | 4            | 1                       | 1                       | -                  | 20           |
| 2014 | 5   | 4   | 3                              | 3                    | 3            | 1                       | 1                       | -                  | 20           |
| 2008 | 5   | 3   | 2                              | 2                    | 1            | 1                       | 1                       | 1                  | 16           |
| 2002 | 4   | 3   | 4                              | 1                    | 2            | 1                       | -                       | 1                  | 16           |

(Stand: Kommunalwahl am 15. März 2020)

### Bürgermeister
Erster Bürgermeister ist seit 1. Mai 2020 Benedikt Graf von Bentzel (CSU). Seine Vorgänger waren seit 1. Mai 2008 Edgar Büttner (SPD) und zuvor Richard J. Gügel (Freie Wähler Heroldsbach-Thurn).

### Wappen
| Wappen von Heroldsbach | Blasonierung: „Gespalten von Rot und Gold; vorne ein herschauender goldener Löwenkopf mit einer goldenen heraldischen Lilie im Maul; hinten ein schwarzer Steinbockrumpf.“ |
| Wappen von Heroldsbach | Wappenbegründung: Heroldsbach gehörte zusammen mit 14 anderen Orten zur Ausstattung des 1007 von Heinrich II. gegründeten Bistums Bamberg. Daran erinnern die Farben Schwarz und Gold aus dem Hochstiftswappen. Der Steinbockrumpf ist aus dem Wappen der Herren von Gotsmann entnommen, der Löwenkopf mit der heraldischen Lilie aus dem Wappen der Herren von Bünau. Beide Geschlechter waren Lehensleute des Bistums in Heroldsbach. Die Gemeinde Heroldsbach führt das Wappen seit 1974. |

## Verkehr
Von 1892 bis 1999 führte die 23 Kilometer lange normalspurige Hirtenbachtalbahn durch Heroldsbach. 1984 wurde der Personenverkehr eingestellt, 1998 der Güterverkehr. 2005 wurde die Bahnstrecke entwidmet und die Trasse im Jahr 2013 als Radweg umgebaut.
Durch Forchheim (ca. 5 km östlich) verläuft in Nord-Süd-Richtung die Bahnstrecke Nürnberg-Bamberg.
Die Gemeinde ist durch den Verkehrsverbund Großraum Nürnberg mit zwei Buslinien ca. halbstündlich mit Forchheim verbunden.
Im Norden kreuzt in West-Ost-Richtung die B 470 den Gemeindegrund und die Ortschaften Oesdorf und Wimmelbach. Bürger und Anwohner haben sich in der Bürgerinitiative B 470 zusammengeschlossen und setzen sich für mehr Sicherheit an der Bundesstraße ein.
Etwa 3 km östlich liegt der Main-Donau-Kanal, der das Donau-Flusssystem mit dem Rhein-Main-Flusssystem verbindet. Gleich daneben befindet sich der Fluss Regnitz, der nach dem Zusammenfluss von Pegnitz und Rednitz von Fürth aus in Richtung Bamberg fließt und kurz hinter Bamberg in den Main mündet.
Ebenfalls im Osten (ca. 4,5 km entfernt) verläuft in Nord-Süd-Richtung die A 73 von Nürnberg nach Bamberg. Rund 10 km westlich verläuft die A 3, die Nürnberg mit Würzburg verbindet.
Durch Heroldsbach verläuft der Fränkische Marienweg.

## Kultur und Sehenswürdigkeiten

### Kirche
In Heroldsbach befindet sich die katholische Pfarrkirche St. Michael. Kirchlich gehört Heroldsbach zum Dekanat Forchheim und damit zum Erzbistum Bamberg. Zur Pfarrei Heroldsbach gehören noch die Filialkirchen St. Vitus Oesdorf, St. Laurentius Wimmelbach, St. Georg Poppendorf und die Schlosskapelle von Schloss Thurn zum Heiligen Sebastian.
Mit der katholischen Pfarrei Hausen und den Pfarreien der Stadt Forchheim bildet die Pfarrei Heroldsbach einen 2019 gegründeten Seelsorgebereich. Seelsorger im Seelsorgebereich Heroldsbach-Hausen sind Pfarrer Klaus Weigand (seit 2015) und Gemeindereferent Christian Deuber (seit 2012).
Evangelisch gehören Heroldsbach und seine Gemeindeteile zur Pfarrei Hemhofen mit der dortigen Heilandskirche. Eine so genannte Gemeindewohnung in der Ringstraße dient als Treffpunkt in Heroldsbach. Ansonsten nutzen die evangelischen Christen gleichberechtigt die Kirche und das Pfarrheim der katholischen Gemeinde.

### Mahnmal für die Gefallenen
Der Münchener Bildhauer Max Seibold schuf nach dem Ersten Weltkrieg das Mahnmal hinter der Kirche für die Gefallenen, das nach 1945 für die Gefallenen des Zweiten Weltkriegs erweitert wurde.

### Schloss Thurn

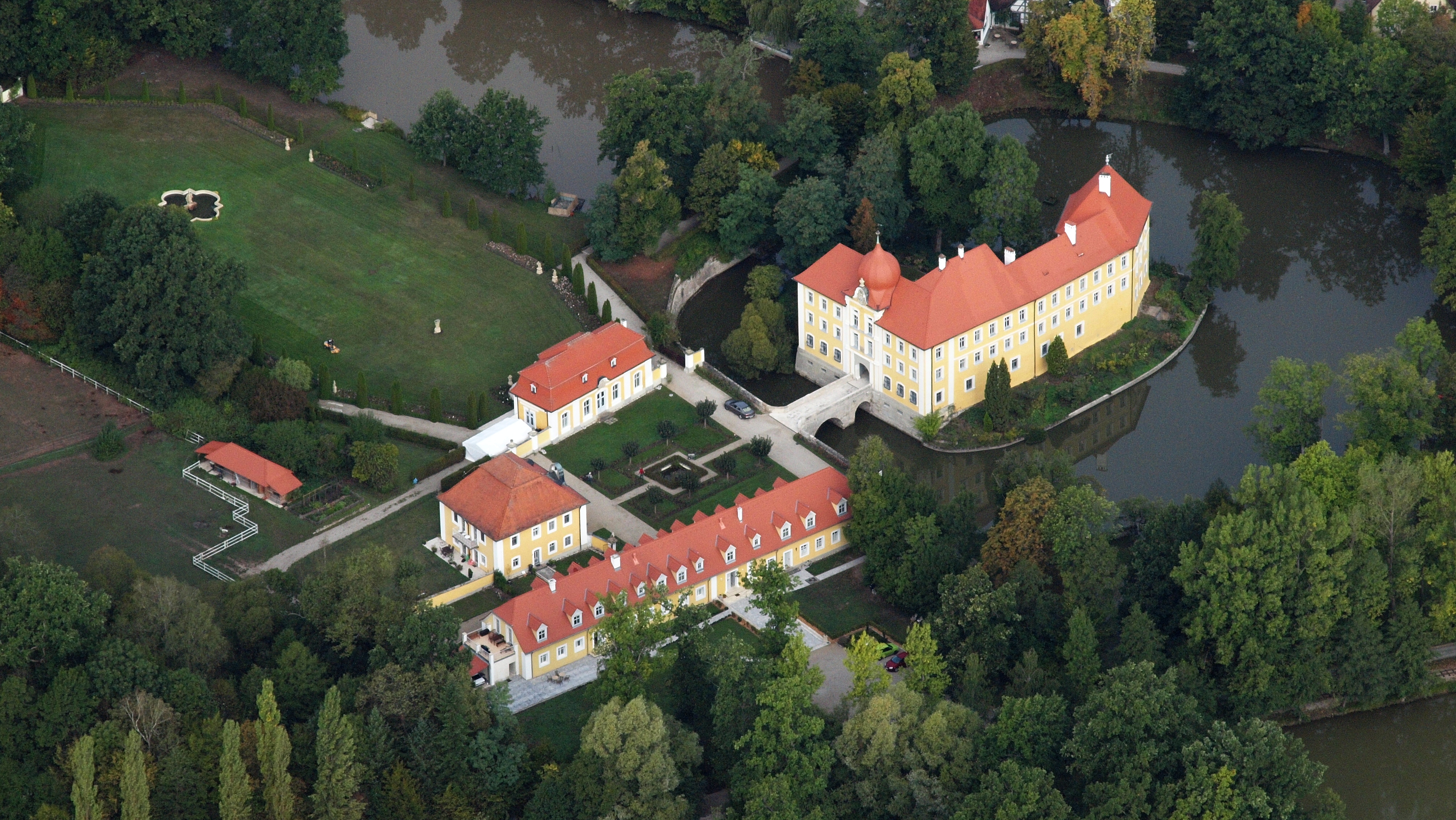
Schloss Thurn

Der Gemeindeteil Thurn (1422 beurkundet) wurde von dem Adelsgut Thurn geprägt. Ende des 18. Jahrhunderts wurden die damals baufälligen Schlossgebäude abgetragen und die heutige Anlage, ein barockes, zweiflügeliges Lustschloss, umgeben von einem breiten Wassergraben, errichtet. Der jetzige Besitzer, Hanfried Graf Bentzel-Sturmfeder-Horneck, hat das Areal des alten Schlossparks (etwa 300.000 m²) zum Erlebnispark Schloss Thurn umgestaltet.

### Gebetsstätte
Die sogenannte Marienerscheinungsstätte wurde 1998 vom Erzbistum Bamberg als Gebetsstätte, nicht aber als Erscheinungsort anerkannt. Der Ort wird besonders an katholischen Feiertagen von Pilgern besucht. Anhänger der angeblichen Erscheinungen haben sich im privaten Pilgerverein Heroldsbach e. V. zusammengeschlossen.

### Orchester, Chöre und Musik
In Heroldsbach gibt es viele Gruppierungen, die sich mit Musik befassen. Besonders hervorzuheben sind die Chöre:
Im Ort Heroldsbach gibt es den Gesangsverein Cäcilia mit einem Kinder- und Jugendchor, den Chor Erholung, den Kirchenchor, den sogenannten Neuen Chor und im Ortsteil Thurn den Männergesangsverein Eintracht mit einem Vokalensemble.
In Poppendorf gibt es den Gesangverein Liederkranz mit dem Kinderchor Poppsternla und in Wimmelbach einen weiteren Kirchenchor.
An der Grundschule werden Kinder mit dem Programm JEKI (Jedem Kind sein Instrument) gefördert. Der Musikverein Heroldsbach bildet Kinder und Jugendliche in Blas- und Schlaginstrumenten aus. Im Pfarrheim bietet die Musikschule Forchheim eine Ausbildung in Streich- und Tasteninstrumenten an. In der Ringstraße ist die fränkische Celloakademie heimisch.
Bands und Gruppen im kirchlichen Umfeld sind Bassd scho, Nullach-fuchzehn, Kreuz & Quer, die Wimmelbacher Gitarrengruppe und Volume 5.